# Slaveevo
Slaveevo (bulgariska: Славеево) är ett distrikt i Bulgarien.   Det ligger i kommunen Obsjtina Ivajlovgrad och regionen Chaskovo, i den sydöstra delen av landet, 270 km sydost om huvudstaden Sofia.
Trakten runt Slaveevo består till största delen av jordbruksmark. Runt Slaveevo är det glesbefolkat, med 19 invånare per kvadratkilometer.